# 菜園村事件
22°26′28.88″N 114°5′08.24″E / 22.4413556°N 114.0856222°E

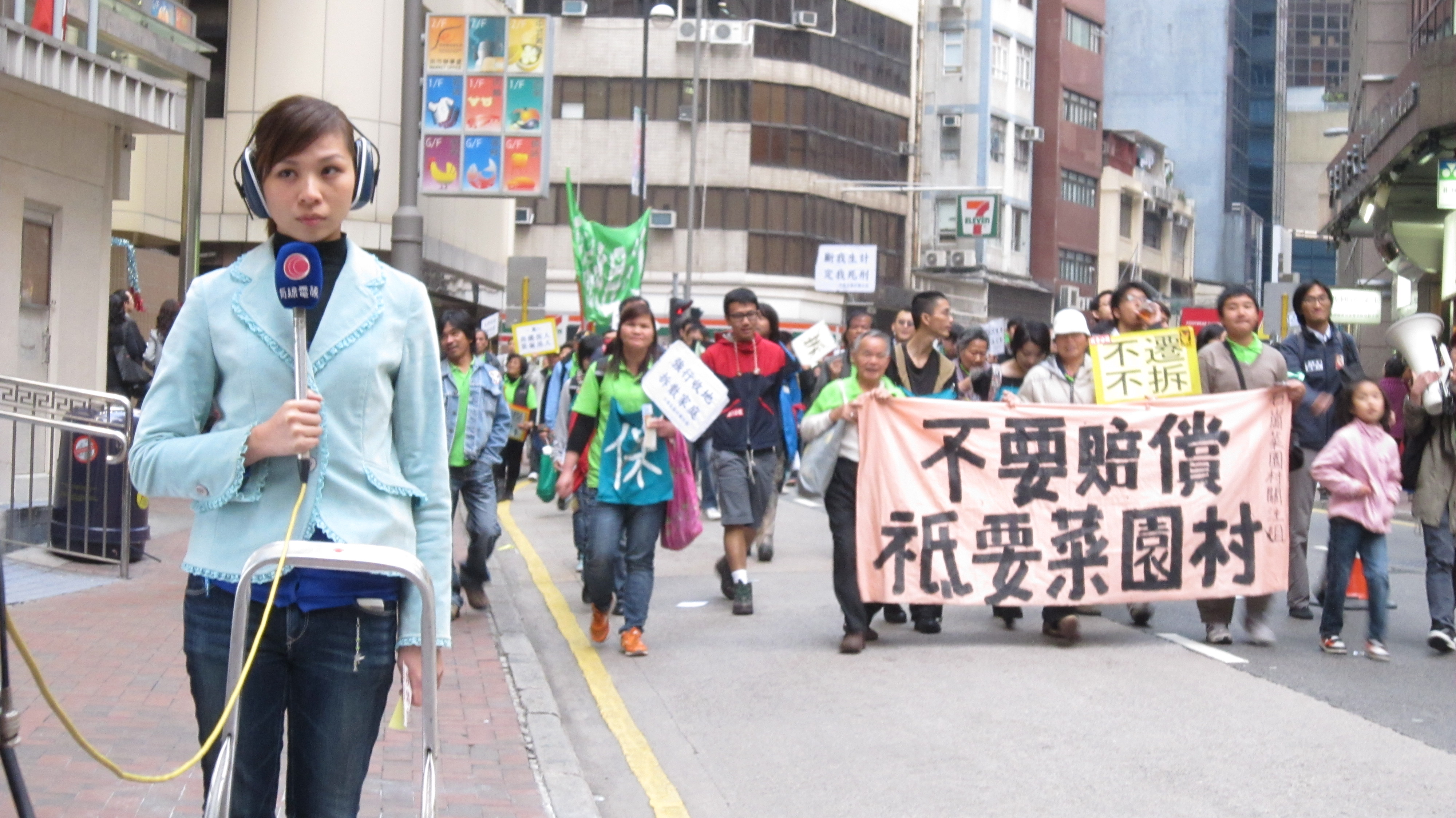
菜園村的搬遷過程受到傳媒的關注

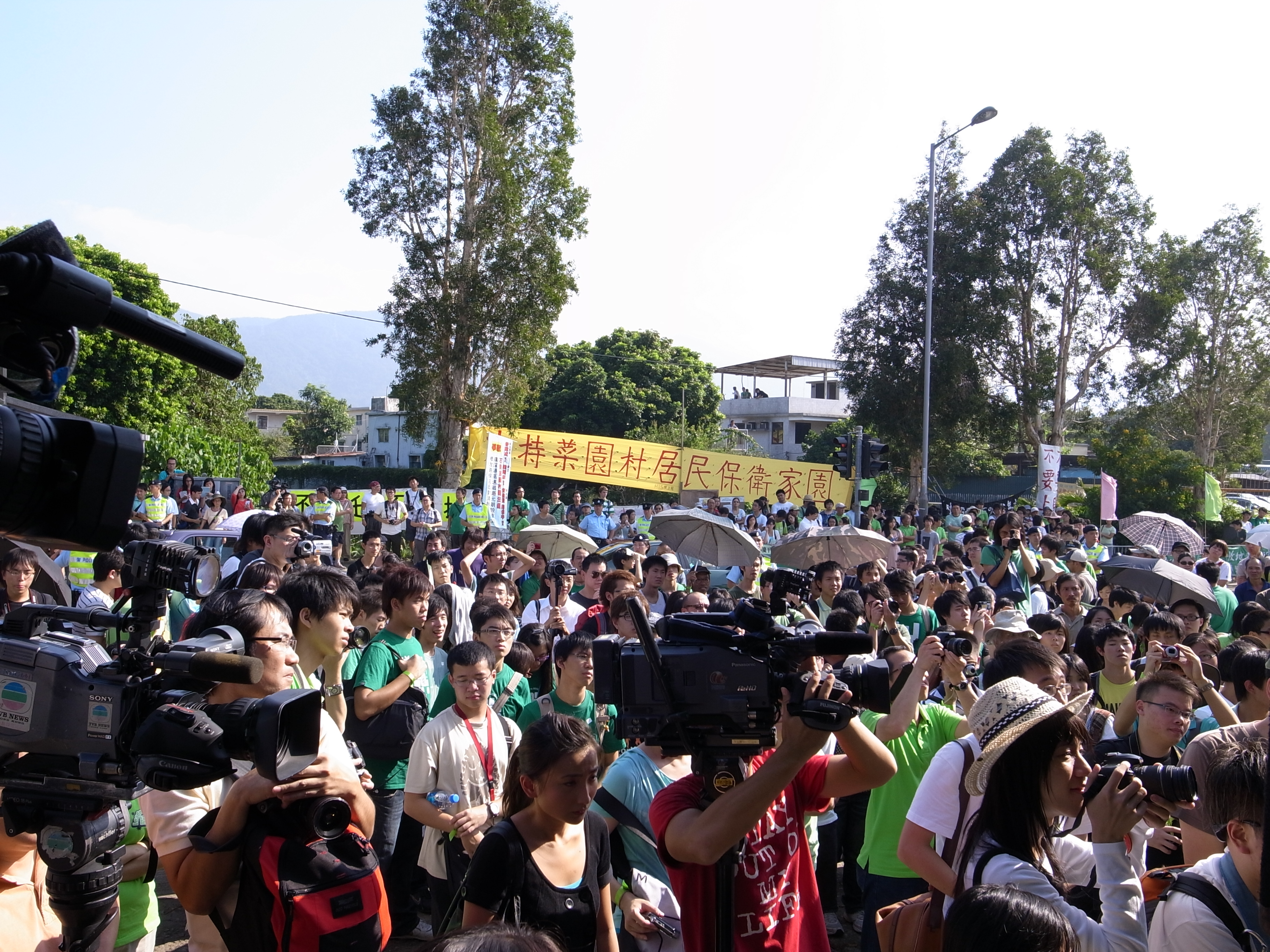
保衛菜園村集會（2009年10月）

菜園村事件，指香港新界石崗錦田公路旁的橫台山菜園村因廣深港高速鐵路工程而需要遷拆所引起的事件。
橫台山菜園村，又稱「石崗菜園村」，一般稱作「菜園村」，是一條原居民村，與石崗機場僅一河之隔，是計劃中廣深港高速鐵路列車停車側綫（地面段）及緊急救援站的所在地。當地村民因為政府循清拆寮屋的方式要求清拆村落的問題而發生爭議。
村民在過去40多年間，在當地從事養豬、種菜等農業維生，菜園村因而得名，但大部份村民並非原居民。最近數年，香港政府及港鐵公司為要建造廣深港高速鐵路，準備清拆該村，以在當地興建列車停車側綫及緊急救援站。事件引來村民與香港保育人士的迴響，自2008年11月起投入「抗爭」運動。該村很多村民在該地居住了數十年，希望維持「新界既有的生活模式」，並指責工程師設計時沒有考慮到當地村民，因而拒絕遷出。
村民以「不遷不拆」為基本要求，開展了一系列的抗議活動，包括印製及派發特刊、到政府部門抗議、舉行「高高燢興唱低高鐵音樂會」等，務求使公眾及政府關注他們的要求。2009年10月20日，香港特區政府決定興建廣深港高速鐵路-香港段，橫台山菜園村將會不遲於2010年10月全面清拆。雖然居民可於2010年1月底前接納政府的特惠補償，惟他們要在收到補償後的1個月內遷出。村民後來作出讓步，不再堅持「不遷不拆」，而要求政府將整個菜園村覓地重置，政府初步反應正面。後來特惠補償金登記限期延長至2010年2月28日，所有受影響的村民均已在限期前登記。不過到了後期，政府卻沒有再理會村民的安置安排。相反卻按照港鐵要求，如期於2010年10月起進行收地行動，使衝突事件陸續發生。

## 菜園新村（重新安置的菜園村）
建設新菜園村時面對不少困難：

### 路權
元崗新村村民要求支付500萬元路權費或付30萬元路費，同時供元崗新村村民購回當中1.2萬呎土地。否則禁止他們搬遷至新地點。結果由劉皇發的朋友以「神秘人士」身份，出錢買起此路權，送給政府，希望紛爭因此解決。

## 衝突事件
2011年1月6日，承建商以圍版隔開村中出入通道，村民及巡守隊阻止，兩名工頭插水，一名女巡守被200磅工人壓傷，一名男巡守被不理有人在場繼續燒焊的工人燒傷頭皮，兩名女村民被工人推跌擦傷。
2011年1月8日，承建商於一位盲婆婆門前的行人路圍板，村民及後阻止日籍工程師離開工地，要求理論，一位女村民被警方推跌，撞傷腰骨，其母後來不適送院。
2011年1月18日，政府出動近500警員和政府人員收地，卻引起村民及支持者不滿，指政府無視他們「先安置到新村，後搬遷舊村」的訴求。警方最後更抬走數名村民及反對的關注組成員。其間一名村民被警員推跌，竹支擦傷大腿。

2011年1月20日，村民及巡守隊再到承建商於菜園村的辦公室示威，要求全面停工，直到政府及港鐵作出交代。工頭多次在村民及巡守隊在非常近距離時，仍要求工人開工，違反安全工作的原則。關注組成員朱凱迪聲稱被保安摔在地上，並指背後50多名警察看見他受傷也沒有作出任何行動。
泛民主派議員於1月21日譴責港鐵以暴力收地，又批評在場的警員袖手旁觀，並無介入，將會聯署去信要求警務處處長曾偉雄交待事件，以及要求運輸及房屋局局長鄭汝樺，先解決村民安置才拆村。 職工盟的李卓人則批評警方處理中聯辦外示威時，即使有人被香檳潑中，都提出檢控，反而朱姓被摔倒受傷，卻無拘捕任何人，質疑警方執法的專業標準。
2011年1月24日，警方出動超過20部警車、約250名機動部隊進村；港鐵派出近200名承建商工人和保安員，在菜園村的臨時辦公室外燒焊圍板。數十名村民和巡守隊坐在鐵架下，阻止工人燒焊圍板，並要求停工及與港鐵對話。在場其中100名機動部隊築起人牆戒備，雙方原本沒有衝突。
不過到了下午2時許，港鐵高級統籌工程師李永孝到場與村民談判破裂，情況急轉直下。警方隨即調派近80名警員另築人鏈，保護工人燒焊圍板，並徐徐向前逼進，與原先的人牆形成一個「L」形封鎖線，把70-80名村民困在封鎖線內，其中一名巡守隊女生緊抱鐵架，即時遭到保安員及警員拉走，雙方嚴陣對峙。警方隨即加派警員並向前衝，多名村民跌倒受傷，也有警員失平衡倒地。混亂間有記者險遭鋼鐵插傷，警員亦未有察覺誤當村民，數度大力推開記者。最後警方逐一抬走村民，使港鐵成功圍上圍板。 
菜園村關注組成員葉寶琳譴責警方濫用暴力，在沒有預警下突然收窄封鎖線，強行拉走村民。人權監察主席莊耀洸曾多次派員到場視察收地情況，均發現警方派員甚多，似意圖阻嚇村民。警方發言人不肯透露在場警察人數，僅回應指昨早接報有人阻止菜園村工程，遂派員到場，因示威者不理會勸喻並有激烈行為，警方多次警告後移走51名示威者，沒有接報任何人受傷。此外，關注組副主席盧明光表示，曾租用一輛「吊雞車」作高空拍攝，以記錄實況，但遭港鐵承辦商向租車公司投訴，指吊雞車違規駛進工場，要求立即離開，否則追究責任。批評港鐵刻意製造紅色恐怖。

### 「港鐵柔道手對朱凱迪行使暴力」
關於菜園村關注組與港鐵工人引發衝突，朱凱迪報稱受傷，其中編輯黃俊邦以「港鐵摔角手實為港鐵柔道手」為題發表文章，並請來柔道教練黃柱光和前香港柔道代表李嬪拍攝短片指責「地盤工人以柔道招式處理示威者」，釐清該柔道招式，解構朱凱迪的受襲經過。

## 菜園村事件—村民動態時間表
據香港獨立媒體的整理, 2011年2月以來菜園村部分相關事件如下:
- 2011年2月起 生活館選址八鄉黎屋村後的農地營建新生活館
- 2月9日	 鄉議局主席劉皇發宣布，有「善長仁翁」買下菜園新村的路權，轉贈村民
- 2月17日 運輸局, 鄉議局和菜園村關注組三個月來首次開會討論遷村時間表
- 2月22日 地政收林富昌農地、平安園地、張新有廠，並封村路，大曾太被捕，數天後廠戶張新有亦被捕
- 2月28日 港鐵工人強行在村口圍板，被巡守隊和村民合力阻止
- 3月1日 巡守隊員黑傑和陳寧涉嫌刑事毀壞被捕；運輸及房屋局傳來《政府建議的菜園村集體復耕村民過渡住屋安排》
- 3月9日 菜園新村有限公司簽署同意書，同意港鐵到菜園新村的土地興建臨時屋
- 3月下旬至4月初	菜園村生態社區營造工作室與政府和港鐵就臨時屋工程內容進行密集討論, 臨時屋工程於四月初開始
- 4月初起 菜園新村村民成立工作小組，研究菜園新村日後的組織模式及營運，村民派兩名代表報名「永續栽培設計證書課程」
- 4月11日 菜園新村工程發出招標書
- 4月24日 菜園村惜別會
- 4月27日 大曾太首次上庭，被控普通襲擊及刑事毀壞
- 4月底至5月初 菜園新村村民分批遷入臨時屋，並開始在屋旁種菜
- 5月中 村民開始集體回收廚餘，一來減少垃圾，二來為未來的農業計劃預備肥料
- 5月中起 到菜園新村周邊地方物色農地，希望租用
- 5月29日 村民大會初步同意成立非牟利公司「菜園新村綠色生活社」，負責新村管理、產業經營及推廣永續社區實踐
- 6月下旬 成功租到附近二萬多尺農地，「菜園農業先鋒隊」即將開工
- 7月1日 村民參與七一大遊行
- 7月下旬 預計菜園新村正式動工
- 2011年11月 菜園新村的期望落成時間[12]

按香港01消息，因港府撒手不管，菜園新村最終於2016年方全部建成。

## 站外鏈結
- 東方日報︰陳錦霞婆婆：只要劊子手將刀鋒擺歪少少，傷害就少好多/建造商會：工程可直接及間接創造三萬個職位/運輸及房屋局：曾研究村民提出嘅其他方案，但受影響人數會仲多 （页面存档备份，存于）
- 香港獨立媒體︰香港五一遊行，上百名菜園村農民參與引關注 （页面存档备份，存于）
- 香港獨立媒體︰菜園村民傳媒珍：我只希望將根留住 （页面存档备份，存于）
- 香港獨立媒體︰阿竹：一磚一瓦都係我哋親手起嘅 （页面存档备份，存于）
- 香港獨立媒體︰明哥：成日叫我哋犧牲「小我」，就嚟冇咗個「我」 （页面存档备份，存于）
- 香港獨立媒體︰港鐵摔角手實為港鐵柔道手——柔道教練分析：朱凱迪被「浮腰」撻傷  （页面存档备份，存于）
- RTHK香港電台：時代的記錄—鏗鏘集：第十八集「時代的記錄－鏗鏘集」《鏗鏘集》2010年《再見菜園村》2012年《消失中的鄉土》 （页面存档备份，存于）

## 類似事件
- 三里塚鬥爭 - 日本興建成田國際機場期間，所發生的村民抗爭事件。